# To Know Him Is to Love Him
"To Know Him Is to Love Him" là một bài hát do Phil Spector viết, lấy cảm hứng từ dòng chữ  "To Know Him Was To Love Him." trên bia mộ của bố Spector. Bài hát được ban nhạc the Teddy Bears thu âm, với Spector làm thành viên.  Phiên bản này đứng đầu bảng xếp hạng đĩa đơn Billboard Hot 100 3 tuần lễ liền trong năm 1958, và đứng thứ 2 trong bảng xếp hạng New Musical Express tại Anh. Peter & Gordon và Bobby Vinton sau đó cũng thành công với bản hát lại, với tên bài và lời hát đổi thành "To Know You Is to Love You". Năm 1987, Dolly Parton, Linda Ronstadt and Emmylou Harris hát lại bài hát này, với bản thu của nhóm Trio đã đứng đầu các bảng xếp hạng tại Mỹ. 

## Xếp hạng
| Bảng xếp hạng (1958)         | Vị trí cao nhất |
| ---------------------------- | --------------- |
| U.S. Billboard Hot 100       | 1               |
| UK – New Musical Express     | 2               |
| U.S. Billboard Hot R&B Sides | 10              |

## Phiên bản của Nancy Sinatra
Năm 1962, Nancy Sinatra phát hành bản hát lại bài hát này với Reprise Records, với tư cách mặt B của đĩa đơn "Like I Do".

## Phiên bản của Peter và Gordon
Năm 1965, Peter and Gordon phát hành một phiên bản của bài hát với tên mới "To Know You Is to Love You". Phiên bản này có mặt 10 tuần lễ liền trên bảng xếp hạng Record Retailer của Anh với vị trí cao nhất là #5, và vị trí cao nhất #5 trên bảng xếp hạng "RPM Play Sheet" của Canada. Tại Mỹ bài hát có mặt 7 tuần lễ trên bảng xếp hạng Billboard Hot 100, với vị trí cao nhất là #24.

### Xếp hạng
| Bảng xếp hạng (1965)    | Vị trí cao nhất |
| ----------------------- | --------------- |
| UK – Record Retailer    | 5               |
| Canada – RPM Play Sheet | 5               |
| US – Billboard Hot 100  | 24              |

## Phiên bản của Bobby Vinton
Năm 1969, Bobby Vinton phát hành một phiên bản của bài hát với tên mới  "To Know You Is to Love You". Phiên bản của Vinton có mặt 7 tuần trên bảng xếp hạng Billboard Hot 100, cao nhất với vị trí #34, lên đến vị trí #8 trên bảng xếp hạng Easy Listening của Billboard, vị trí #16 trên bảng xếp hạng RPM 100 của Canada, và #6 trên bảng xếp hạng RPM''s Adult Contemporary.

### Xếp hạng
| Bảng xếp hạng (1969)            | Vị trí cao nhất |
| ------------------------------- | --------------- |
| US – Billboard Hot 100          | 34              |
| US – Billboard Easy Listening   | 8               |
| Canada – RPM 100                | 16              |
| Canada – RPM Adult Contemporary | 6               |
| Canada – CHUM 30                | 14              |

## Phiên bản của Jody Miller
Năm 1972, Jody Miller phát hành phiên bản của bài hát này và đạt tới #18 trên bảng xếp hạng Billboard.

## Phiên bản của Dolly Parton, Linda Ronstadt và Emmylou Harris
Năm 1987, Dolly Parton, Linda Ronstadt và Emmylou Harris hát lại bài hát này và đưa vào album Trio với tư cách bài hát đầu tiên. Phiên bản của họ đứng đầu bảng xếp hạng Hot Country Songs của Mỹ trong tháng 5 năm 1987.

### Xếp hạng
| Bảng xếp hạng (1987)               | Vị trí cao nhất |
| ---------------------------------- | --------------- |
| U.S. Billboard Hot Country Singles | 1               |
| Canadian RPM Country Tracks        | 1               |